# Fermentació malolàctica
La conversió malolàctica és el procés de canvi que es produeix en el vi, quan l'agre àcid màlic es converteix en àcid làctic, més suau al tast.
Es produeix per l'acció de bacteris de l'àcid làctic (com Oenococcus oeni), que consumeixen l'àcid màlic per produir energia. Depenent dels bacteris presents, pot passar de manera natural. Tanmateix, en la fabricació comercial del vi, la fermentació malolàctica s'inicia de costum per inoculació del bacteri escollit. Això evita que cultius de bacteris no desitjats malmetin els aromes pretesos.
Per contra, els viticultors eviten la conversió malolàctica quan aquesta no és desitjada, per prevenir-ne una iniciació accidental. D'aquesta manera obtenen un caràcter més picant o acid en el vi final.
Com que consumeix l'àcid màlic, present quan es trenquen els grans de raïm, la conversió malolàctica pot tenir lloc en qualsevol moment durant o després de la fermentació alcohòlica. Un vi en procés de fermentació malolàctica és tèrbol degut a la presència de bacteris, i pot tenir una aroma estranya de blat de moro amb mantega, degut a la producció de diacetil.
En la fabricació del vi, la conversió malolàctica s'utilitza en molts vins negres i en alguns vins blancs, especialment en aquells que s'envelleixen en bótes de roure. Els blancs que no s'emboten, com els vins alemanys, normalment no se sotmeten a la fermentació malolàctica.
La conversió malolàctica tendeix a suavitzar el sabor del vi. L'àcid màlic recorda el gust de les pomes, mentre que l'àcid làctic és més ric en gustos i mantegós.
En alguns casos, sobretot si s'estabilitza el vi massa aviat després de la fi de la fermentació, els aromes de diacetil (mantega rància), evidentment no desitjats, poden persistir.
De vegades la conversió malolàctica esdevé accidentalment després que el vi és embotellat. Això és un defecte, i el resultat n'és un vi lleugerament carbonatat que normalment té mal gust. Aquest tipus de carbonatació no s'ha de confondre amb la carbonatació benigna, coneguda com a spritz, en els vins alemanys, frizzante, en els italians o vins d'agulla.
L'equació química corresponent és la següent (transformació de l'àcid malic en àcid làctic) :